# Jenna Coleman
Jenna-Louise Coleman (Blackpool, 27 april 1986) is een Brits actrice.
Coleman had een relatie met Tom Hughes.

## Filmografie

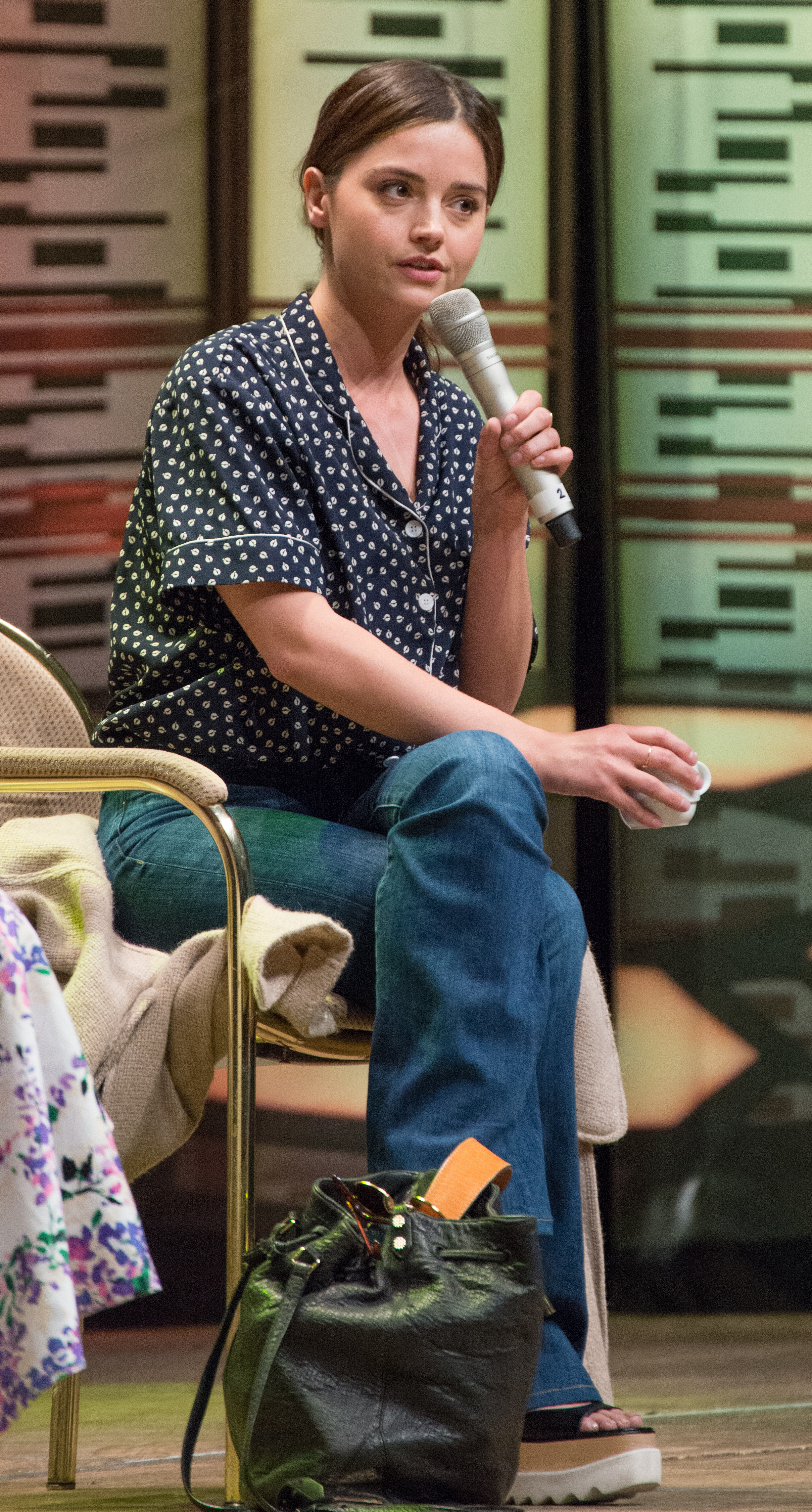
Jenna Coleman in 2017

## Prijzen
- 2015 - Genomineerd voor de Saturn Award in de categorie Beste bijrol in een televisieserie.
- 2015 - Genomineerd voor de BAFTA Cymru Award in de categorie Beste actrice.
- 2013 - Genomineerd voor de TV Quick Award in de categorie Beste actrice.
- 2009 - Genomineerd voor de British Soap Awards in de categorieën Beste actrice, Meest sexy vrouw en Beste dramatische opvoering.
- 2007 - Genomineerd voor de National Television Awards in de categorie Meest populaire nieuwkomer.
- 2006 - Genomineerd voor de British Soap Awards in de categorie Beste nieuwkomer.